# Бойза Георгій Георгійович
Георгій Георгійович Бойза (нар. 1928, тепер Закарпатська область — ?) — український радянський діяч, новатор виробництва, машиніст паровозного депо станції Чоп Закарпатської області. Депутат Верховної Ради УРСР 5-го скликання.

## Біографія
Трудову діяльність розпочав у сімнадцятирічному віці кочегаром паровозного депо станції Чоп. Закінчив курси помічників машиністів, а потім машиністів паровозів.
З кінця 1940-х років — помічник машиніста, машиніст, старший машиніст паровозного депо станції Чоп Львівської залізниці Закарпатської області. Відзначався у водінні великовагових поїздів.